# アルチダイ
アルチダイ（Alčidai,モンゴル語: Алчидаи,中国語: 按赤台、生没年不詳）とは、チンギス・カンの弟のカチウンの息子で、モンゴル帝国の皇族。『元史』などの漢文史料では阿勒赤台、『集史』などのペルシア語史料ではĪlchīdāīایلچیدایと記される。ペルシア語での表記からイルチダイ(Ilčidai)と記されることもある。同名の人物にチンギス・カンの衛士団長がおり、またエルチギデイ(Elčigidei)と混同されることもある。

## 概要
チンギス・カンの弟のカチウンの息子として生まれたが、父が早世したためモンゴル帝国の創建（1206年）以前から父のウルスを受け継いでチンギス・カンに仕えていた。また、カチウンが早世したためかアルチダイの兄弟に関する記述はどの史書にもなく、「カチウン家」に属する有力皇族はほぼ全てがアルチダイの子孫である。チンギス・カンの孫や甥の世代では最も早くからウルスを率いる指導者として活躍していたため、『集史』によると皇族中の長老としてモンケ・カアンやクビライ・カアンからも尊重されていたという。
『元朝秘史』においてアルチダイが初めて登場するのは1203年（癸亥）、チンギス・カンがケレイト部のオン・カンと抗争を開始した時のことで、この時アルチダイ配下のタイチュとヤディルが敵軍の接近を報告したことが記録されている。1206年（丙寅）、モンゴル帝国を建国したチンギス・カンは諸子諸弟への分封を行ったが、この時既にカチウンは亡くなっていたためにアルチダイがカチウン王家への分封を受けた。この時のアルチダイに対する分地はヒンガン山脈西麓の内、ブイル・ノール以南の一帯に当たり、東道諸王（東方三王家）の中では最も南に位置していた。
チンギス・カンが亡くなるとオゴデイ・カアンが即位し、即位後最初の大事業として第二次対金戦争が開始された。当初アルチダイはオゴデイ・カアン率いる本隊に所属していたが、右翼軍を率いるトルイが苦戦していることを聞いたオゴデイによりジャライル国王家のタス、ベルグテイ王家のクウン・ブカとともにトルイの下に派遣された。アルチダイら援軍は三峰山においてトルイ軍と合流し、援軍を得たトルイは三峰山の戦いにて金軍に勝利を収め、金国征服を決定づける大功を挙げた。
1233年（癸巳）、オゴデイ・カアンは諸王に東夏を建国した蒲鮮万奴の討伐を議論せよと命令し、グユク（後の第三代カアン）とアルチダイが帝国の左翼軍を率いてこれを討伐することが決定された。この東夏征伐ではグユク、アルチダイ、ジャライル国王タシュがそれぞれ一軍を率いて進軍し、蒲鮮万奴を捕虜とすることで東夏国を平定した。
アルチダイの没年は不明であるが、モンケ・カアンが南宋遠征を計画した際には息子のチャクラがカチウン家を代表して参陣しているため、モンケが即位する頃には亡くなったものと見られる。

## 子孫
カチウン家の家系については『元史』と『集史』で記述が大きくことなり、『集史』「イェスゲイ・バハードゥル紀」ではアルチダイの息子がチャクラ（Chāqūlaچاقوله）、その息子がクラクル（Ūqlāqūrاوقلاقور）、その息子がカダアン（Qadānقدان）とするが、『元史』「宗室世系表」ではこれら三人を全て兄弟としている。

## カチウン家の系図
『元史』「宗室世系表」では以下のような系図を伝える：
- カチウン（Qači'un,合赤温大王／Qāchīūnقاچیون）
  - 済南王アルチダイ（Alčidai,済南王按只吉歹／Īlchīdāīایلچیدای）
    - カダアン大王（Qada'an,哈丹大王／Qadānقدان）
      - 隴王クラチュ（Quraču,隴王忽剌出）
        - 済南王シンナカル（Šingnaqar,済南王勝納哈児／Shīnglaqarشینگلقر）

    - チャクラ大王（Čaqula,察忽剌大王／Chāqūlaچاقوله）
      - 済南王エジル（Eǰil,済南王也只里／Ījal-Nūyānیجل نویان）

    - クラクル王（Qulaqur,忽列虎児王／Ūqlāqūrاوقلاقور）
      - ムナムジ（Munamdzi,木喃子）

    - 呉王ドレネ（Dörene,呉王朶列納）
      - 済陽王ポピ（Popi,済陽王潑皮）

しかし、『集史』では『元史』とはやや異なる系図を記している：
- カチウン（Qači'un,合赤温大王／Qāchīūnقاچیون）
  - アルチダイ（Alčidai,済南王按只吉歹／Īlchīdāīایلچیدای）
    - チャクラ（Čaqula,察忽剌大王／Chāqūlaچاقوله）
      - クラクル（Qulaqur,忽列虎児王／Ūqlāqūrاوقلاقور）
        - カダアン（Qada'an,哈丹大王／Qadānقدان）
          - シンナカル（Šingnaqar,済南王勝納哈児／Shīnglaqarشینگلقر）